# Estría
Las estrías son atrofias cutáneas en forma de líneas sinuosas de color blanquecino o amoratadas que, localizadas en el pie conjuntivo, se observan por transparencia a través de la epidermis. 
Se localizan principalmente en la pared del vientre y mamas. En realidad, son un estado patológico del tejido conjuntivo de la dermis, caracterizado por una fibrosis excesiva localizada en forma de cordones como respuesta a la rotura y mala calidad de las fibras anteriormente existentes. Se puede decir que son cicatrices de este tejido.
Si las estrías cuando se forman son de color violeta o púrpura eso indica que la dermis aún tiene riego sanguíneo. Si después son rosadas, también tiene riego. Cuando ya no hay riego sanguíneo son de color nacarado (blanquecinas).
Alrededor del 70 % de las embarazadas tienen estrías.

## Tipos
Hay dos tipos de estrías:-
- Estrías de distensión, llamadas trique, se observan en mujeres embarazadas, en obesos que han perdido peso drásticamente y en patologías como el síndrome nefrítico y ascitis.
- Estrías purpúreas o purpúreas de color violeta o rojos oscuros que son un signo característico del Síndrome de Cushing por la producción excesiva de cortisol (hipercortisolismo). Pueden ser creadas también por el consumo prolongado de corticoides farmacéuticos.

## Causas
Desde un punto de vista fisiológico, las estrías son causadas por el estiramiento de las capas medias e internas de la piel debido al embarazo, la pubertad y el crecimiento rápido, también por el aumento repentino de peso o musculación. Cuando hay una ruptura de las fibras de colágeno y la elastina, la piel se debilita y se vuelven susceptibles a la cicatrización crónica que, al igual que una vieja banda elástica, tienden a perder su elasticidad. Muchos dermatólogos creen que las hormonas también pueden desempeñar un papel en el que afectan a la capacidad de la piel para hacer frente al repentino y prolongado estiramiento.

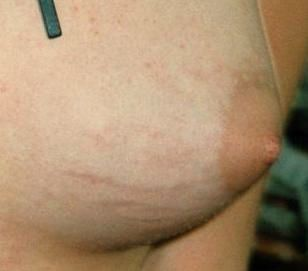
Estrías en una mama.
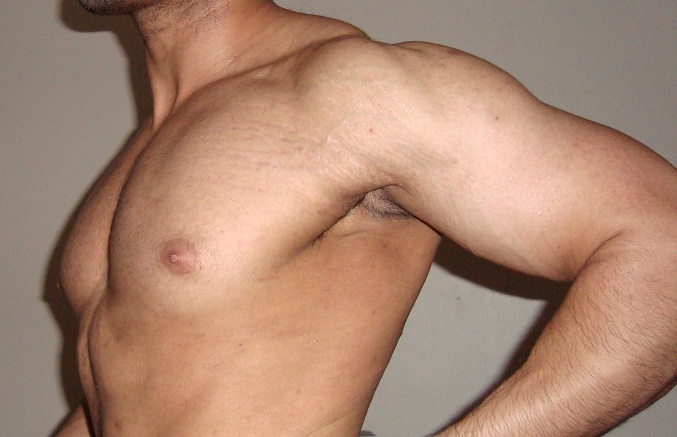
Estrías en un hombre.
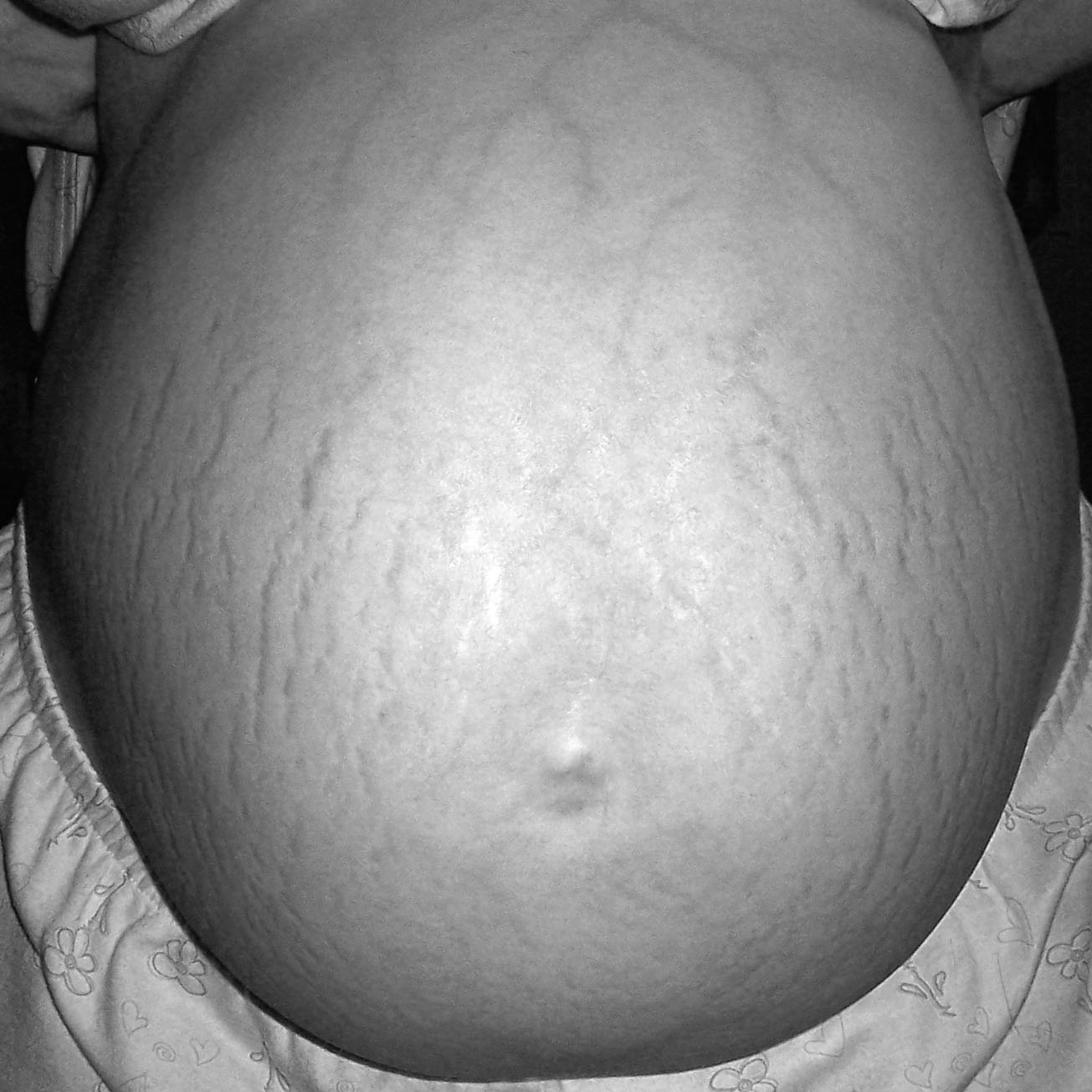
Striae gravidarum en embarazada, dos semanas antes del parto.

## Sustancias de tratamientos preventivos
Para prevenir la formación de estrías por embarazo, los tratamientos tenderán a mantener y aumentar la elasticidad de la piel, aplicando desde el inicio del mismo, productos cosméticos que incluyan en su composición hidrolizados de elastina, extractos de placenta, líquido amniótico, plantas como el Equisetum (cola de caballo), algas, etc., mediante masajes que estimulen la circulación cutánea y la penetración de los principios activos. Pero, claramente de una revisión sistemática de tratamientos médicos, no encuentra pruebas de que cremas y aceites sean útiles para prevenir o reducir estrías del embarazo. Y, la evidencia científica sobre tratamientos para reducir la apariencia de las cicatrices, después del embarazo es muy limitada.
Siempre es mejor la prevención, en lugar de aplicar remedios para tratar de disminuir los efectos visibles de estrías en la piel. Para ello hay que tomar acción y mucha seriedad para atacar el problema antes de que los efectos sean manifiestos, por ejemplo podemos mantener una alimentación muy bien balanceada y evitar los alimentos que causan sequedad de la piel tales como elaborados, envasados y congelados, debido a su alto contenido de sodio. Además, las bebidas con cafeína, como refrescos, café y té, así como las bebidas alcohólicas, son precursoras de las estrías en el embarazo o estrías en otras circunstancias. 
Actualmente existen muchas cremas que pretenden dar solución al problema, pero en realidad ninguna produce un efecto positivo. Al final lo que debemos buscar es una solución de raíz al problema. Si queremos eliminar estrías de manera definitiva cuando ya se ha presentado el problema, entonces es recomendable probar primero con métodos naturales, antes de pensar en cirugías y otros métodos que incluyan procedimientos invasivos que puedan multiplicar el problema.[cita requerida] Los tratamientos en el mercado no tiene base científica y conviene no probar.
Especial atención hay que poner a la dieta, ya que lo mejor en estos casos, es atacar el problema de estrías, de dentro hacia afuera. 
Los alimentos ricos en vitaminas A, C, D y Zinc son recomendables para ayudar a prevenir la aparición de estas marcas en la piel.
Las vitaminas A, puede ayudar a frenar la aparición de las estrías ya que el agua además de nutrir la piel tiene la función de estirarla y como las estrías son una ruptura de la piel, esto será de mucha ayuda.

## Tratamientos correctivos no naturales
Si no se desea recurrir a sustancias naturales para eliminar las estrías, se quiere lograrlo en el menor tiempo posible y, además, se cuenta con los recursos económicos suficientes, entonces se puede optar por métodos más radicales como los tratamientos con láser, exfoliantes químicos (también conocidos como peeling químicos) o cirugía estética.
Este tipo de tratamientos son invasivos y requieren de un estudio cuidadoso de cada caso en particular para determinar si se es candidato o candidata para acceder a estos tratamientos.
Se recomienda que antes de someterse a este tipo de procedimientos, sobre todo a una abdominoplastia, se esté seguro de que es la mejor opción, ya que lleva riesgos asociados como cualquier otra cirugía.
Además, hay que considerar los altos costos y riesgos que implican estos tratamientos, ya que por lo general, se requiere de más de una sesión para el caso de los tratamientos con láser y exfoliantes químicos.